# Kronprinzenpalais, Berlin
För andra betydelser, se Kronprinzenpalais.

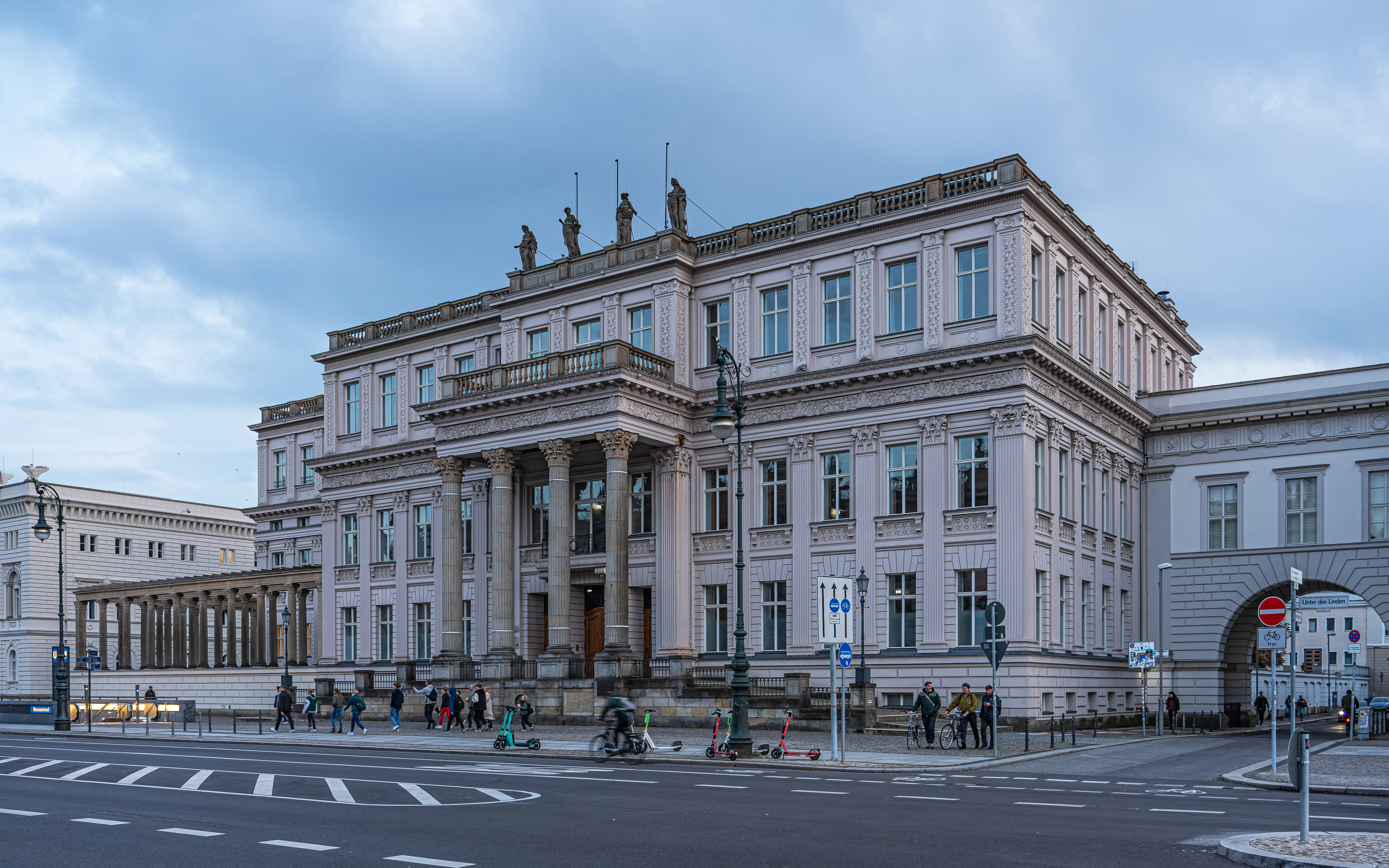
Kronprinzenpalais sett från Unter den Linden.

Kronprinzenpalais, Kronprinspalatset, under 1800-talet även känt som Königliches Palais, är ett palats i centrala Berlin, på adressen Unter den Linden 3, strax väster om platsen för Berlins stadsslott.  Det ursprungliga palatset uppfördes 1663 i barockstil och var 1732-1918 residens för medlemmar av den preussiska kungaätten Hohenzollern. Under Weimarrepubliken inrymde huset Berlins moderna konstmuseum. Den nuvarande byggnaden är en rekonstruktion från 1969 av den ursprungliga byggnaden som förstördes 1945.

## Historia

### Barockpalats och kungligt residens

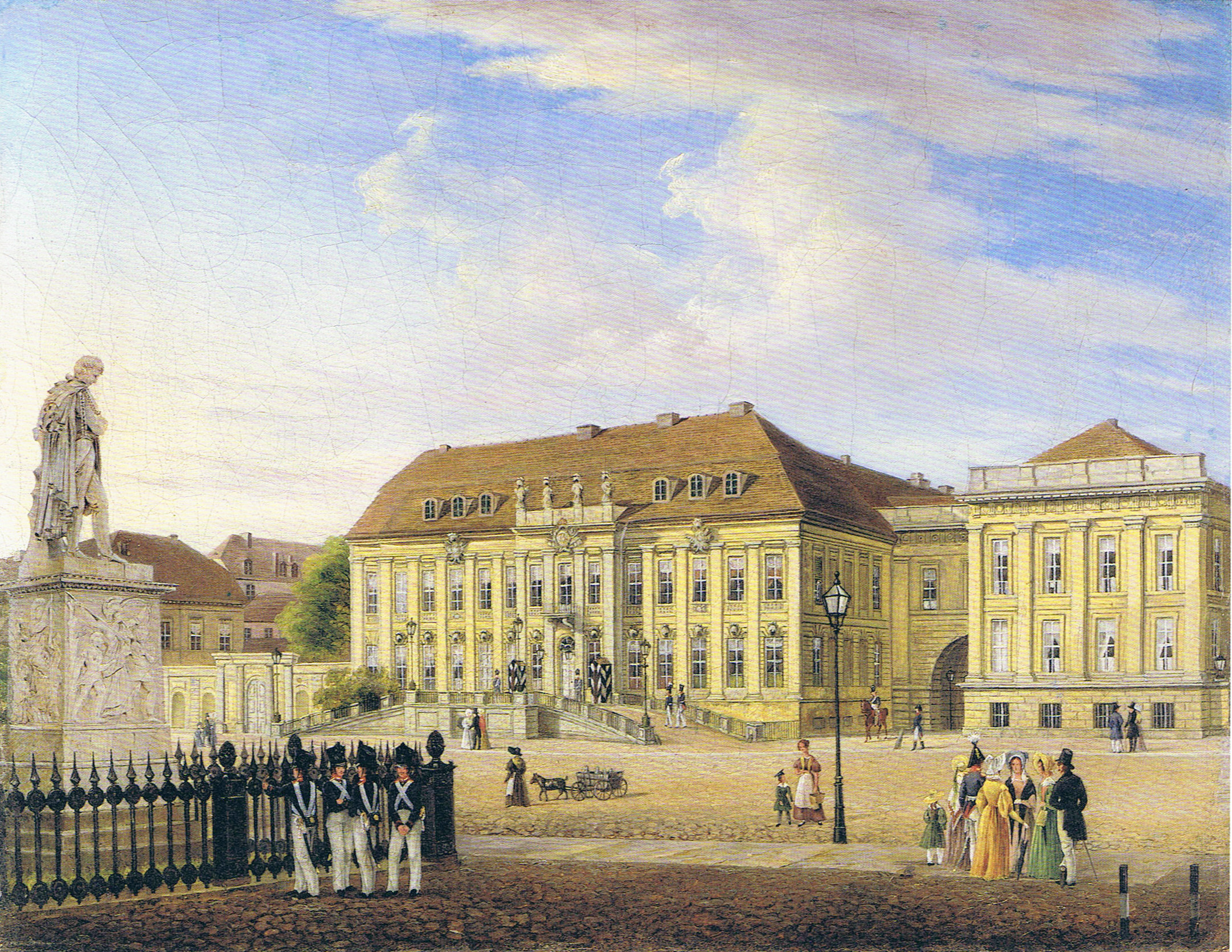
Königliches Palais in Berlin, målning av Carl Daniel Freydanck, 1838.

Byggnaden uppfördes ursprungligen 1663 som privatbostad åt kabinettssekreteraren Johann Martitz och var därefter 1706-1732 bostad för Berlins guvernör. 
Efter en ombyggnad till kungligt palats i barockstil 1732 kom palatset att tjäna som bostad åt flera medlemmar av det preussiska kungahuset, av vilka den förste var kronprins Fredrik, sedermera kung Fredrik II. Under Fredrik Vilhelm III:s regeringstid tillkom den välvda bron, ritad av Karl Friedrich Schinkel, över till Prinzessinnenpalais, dagens Opernpalais, där de tre prinsessorna bodde. 
Åren 1856-1857 fick palatset sitt huvudsakliga nuvarande utseende genom en ombyggnad under ledning av Heinrich Strack i nyklassicistisk stil, då bland annat mansardtaket ersattes med en tredje våning och den klassicistiska kolonnaden tillkom. Palatset blev därefter residens för prins Fredrik Vilhelm och hustrun Viktoria av Storbritannien, det blivande kronprinsparet och sedermera kejsarparet, och började kallas Kronprinzenpalais under tiden som kronprinsresidens. De båda blivande kejsarna Vilhelm I (1797-1888) och sonsonen Vilhelm II av Tyskland, (1859-1941) föddes båda i palatset. Den siste medlemmen av ätten Hohenzollern som bodde i palatset var kronprins Wilhelm, son till Vilhelm II som abdikerade 1918, med hustrun kronprinsessan Cecilie av Mecklenburg-Schwerin.

### Galerie der Lebenden 1919-1937

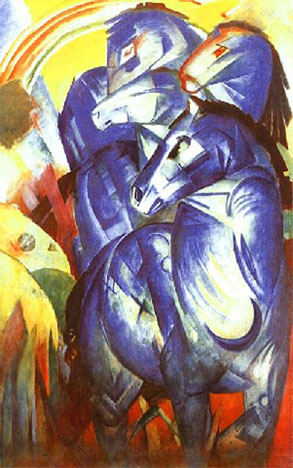
Målningen De blå hästarnas torn av Franz Marc 1913, ett av museets mest berömda verk, beslagtogs av nazisterna 1937. Efter visning på utställningen Entartete "Kunst" i München hamnade den i Hermann Görings privata samling. Målningen är försvunnen sedan 1945.

Under Weimarrepubliken kom byggnaden att överlämnas till det tyska Nationalgalleriet. Ludwig Justi skapade 1919 ett museum för modern konst i palatset, den moderna avdelningen för Nationalgalleriet kallad Galerie der Lebenden. 150 målningar och skulpturer av franska impressionister och tyska konstnärer från Berlinsecessionen flyttades till en permanent utställning i palatset. På övervåningen visades verk av Brücke-konstnärer och andra expressionister.
Justis museiskapelse kom att bli förebild för andra museer för samtidskonst i världen, som Museum of Modern Art (MoMA) i New York.

### Nedläggning och konfiskeringar under Nazityskland
1933 ordnade Adolf Hitler en gallring av den utställda konsten och 1936 brändes ett stort antal av Gestapo konfiskerade verk i värmepannan i källaren. 1936 stängdes också den expressionistiska utställningen på övervåningen.
Den 7 juli 1937 beslagtogs 435 verk, bland andra 100 expressionistiska verk för utställningen Entartete Kunst, och ett stort antal andra verk dömdes ut. 1937 stängdes museet till följd av den nazistiska kulturpolitiken, och lokalerna övertogs av den preussiska konstakademin. I slutskedet av andra världskriget, 18 mars 1945, förstördes palatset i en bombräd. Ruinerna revs slutligen 1961.

### Rekonstruktion

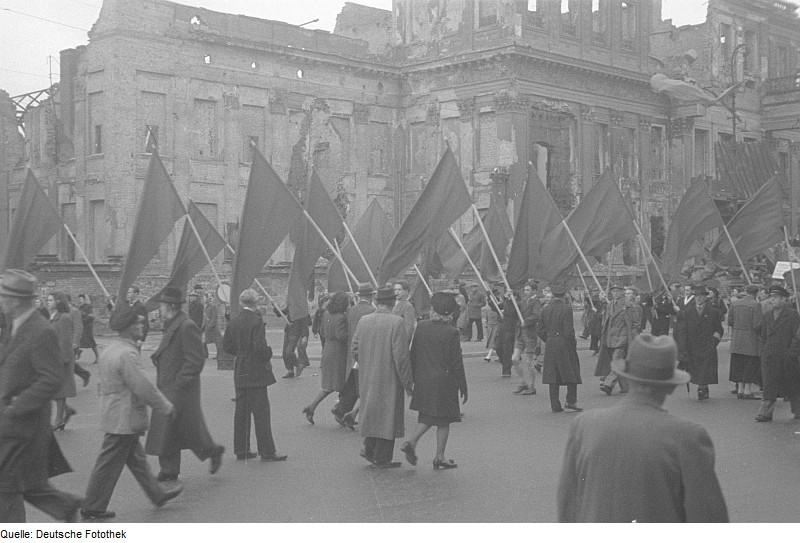
Demonstration på Unter den Linden 1947. I bakgrunden ruinerna av Kronprinzenpalais.

Under ledning av arkitekten Richard Paulick rekonstruerades palatset 1968-1969 med modern inredning och användes under DDR-epoken för Östberlins magistrats representation. Den 31 augusti 1990 undertecknades fördraget om Tysklands återförening i palatset. 
Byggnaden var i början av 1990-talet på förslag som officiellt residens för Tysklands förbundspresident, men detta förverkligades aldrig då presidentämbetets administration inte kunde inrymmas i angränsande byggnader, och istället valde den dåvarande förbundspresidenten Richard von Weizsäcker slutligen Schloss Bellevue som officiellt residens 1994. Byggnaden har sedan dess använts som utställnings- och evenemangslokal.